# Pythlarhinus verschureni
Pythlarhinus verschureni là một loài bọ cánh cứng trong họ Endomychidae. Loài này được Dajoz miêu tả khoa học năm 1970.